# Tichon (Mollard)
Tichon (rodným jménem: Marc Raymond Mollard; * 15. července 1966, Boston) je americký duchovní. 
Je nejvyšší představitel americké pravoslavné církve. Jeho oficiální titul zní: Arcibiskup Washingtonu, Metropolita celé Ameriky a Kanady.

## Život
Narodil se 15. července 1966 v Bostonu jako syn Francoise a Elizabeth Mollard. Vyrůstal v Connecticutu, Francii, Missouri a nakonec ve městě Reading v Pensylvánii. V tomto městě roku 1984 dokončil Wyomissing High School a roku 1988 získal titul bakaláře umění z oboru Francouzština a sociologie na Franklin and Marshall College (Lancaster (Pensylvánie)). Následně se odstěhoval do Chicaga.
Roku 1989 odešel ze společenství Episkopální církve Spojených států amerických a přijal pravoslaví. Stejného roku odešel do Semináře sv. Tichona v South Canaan v Pensylvánii a o rok později odešel do monastýru sv. Tichona. Roku 1993 získal titul magistra teologie. Poté se stal v semináři profesorem Starého zákona. O dva roky později byl postřižen na monacha a přijal mnišské jméno Tichon na počest sv. patriarchy Tichona. Stejného roku byl vysvěcen na diakona a presbytera.
Roku 1998 byl povýšen na igumena a roku 2000 na archimandritu. V prosince 2002 se stal zástupcem igumena monastýru sv. Tichona.
V říjnu roku 2003 byl Svatým synodem zvolen biskupem South Canaanu a pomocným biskupem (vikářem) metropolity celé Ameriky a Kanady. Biskupskou chirotonii přijal 14. února 2004 z rukou metropolity Hermana (Swaika), a spolusvětitelé byli metropolita Theodosius (Lazor), arcibiskup Cyril (Jončev), biskup Serafim (Storheim), biskup Nikon (Liolin), biskup Demetrios (Couchell).
Dne 27. května 2005 byl Svatým synodem zvolen biskupem eparchie Východní Pensylvánie. Uveden do úřadu byl 29. října.
V letech 2005–2012 byl rektorem Semináře sv. Tichona v Pensylvánii.
Dne 9. května 2012 byl povýšen na arcibiskupa a 13. listopadu 2012 byl zvolen metropolitou celé Ameriky a Kanady.

## Vyznamenání
Církevní
- 2013 – Řád svatého knížete Vladimíra I. třídy (Ruská pravoslavná církev)